# فرودگاه کوبر پدی
فرودگاه کوبر پدی (به انگلیسی: Coober Pedy Airport) یک فرودگاه با کد یاتا CPD است که یک باند فرود آسفالت دارد و طول باند آن ۱۴۲۸ متر است. این فرودگاه در کشور استرالیا قرار دارد .

## شرکت‌های هواپیمایی و مقصدهای پروازی
| شرکت‌های هواپیمایی       | مقصدهای پروازی                                |
| ----------------------- | --------------------------------------------- |
| الیانس ایرلاینز         | آدلاید                                        |
| رجیونال اکسپرس ایرلاینز | آدلاید، پورت آگوستا (آغاز از ۱۱ سپتامبر ۲۰۱۷) |